# Émile Aimond
Émile Aimond est un homme politique français né le 3 novembre 1850 à Varennes-en-Argonne (Meuse) et décédé le 28 avril 1917 à Paris.

## Biographie
Ancien élève de l'école Polytechnique, ingénieur des mines, il commence une carrière dans l'industrie. En 1892, il est maire de Saint-Leu-Taverny et conseiller général en 1893. Il est député de Seine-et-Oise de 1898 à 1902 et de 1906 à 1909, inscrit au groupe de la Gauche démocratique. Il intervient sur les questions fiscales. Sénateur de Seine-et-Oise de 1909 à 1917, il est rapporteur général du Budget en 1913.
Aimond meurt en son domicile parisien du Boulevard de Montmorency le 28 avril 1917.
Il est le père de l'avocat et député Georges-Louis Aimond

## Sources
- « Émile Aimond », dans le Dictionnaire des parlementaires français (1889-1940), sous la direction de Jean Jolly, PUF, 1960 [détail de l’édition]